# The Sims 2: University
Els Sims 2: Universitaris (títol original The Sims 2: University) és la primera expansió del joc Els Sims 2, que permet al jugador explorar una nova faceta de la vida, el jove-adult, dedicat als estudis a la universitat.

## Campus
- Sim State University (Universitat Nacional Sim), que estableix totes les infraestructures del joc : edificis universitaris (biblioteques, sales d'esport...) i dels terrenys comunitaris diversos (parcs, bars...), juga en el paper de balança entre els estudis i la diversió.
- La Fiesta Tech (La Festa Tech) situada al desert. Com el seu nom ho indica, és principalment orientada cap als llocs de diversió com els establiments de nit.
- Académie Le Tour (Acadèmia La Volta) és la més seriosa de totes. És principalment orientada cap als estudis i posseeix pocs llocs de diversió. És també l'única desproveïda d'associació d'estudiants.

## Estudis
Les carreres es divideixen en quatre anys dividits en dos semestres cadascú. A cada fi de semestre, té lloc un examen que decideix si l'estudiant pot passar a any superior o ha de repetir.
En el primer any, els estudiants segueixen estudis "no especialitzats" si encara estan indecisos. Però un Sim s'haurà d'haver posat d'acord sobre una especialitat abans de la fi del tercer any, d'entre les següents:
- Matemàtiques
- Filosofia
- Ciències Polítiques
- Física
- Psicologia
- Art
- Biologia
- Art Dramàtic
- Economia
- Història
- Literatura

## Zombis
Els zombis són un nou tipus de sim. Quan s'utilitza la recompensa de la carrera paranormal, es pot cridar a La Parca i demanar-li que revisqui a un sim mort. El que succeeix és que, perquè el torni viu i normal, s'ha de pagar-li més de 500$ o tal vegada més de 4000$, però, si no li pagues prou, et tornarà al sim com a zombie. Els zombies tenen la pell grisa, i tenen diverses limitacions: no poden córrer, no poden tenir fills, no envelleixen mai, les seves habilitats es perden i no els agrada qui els va portar de tornada des de la tomba.

## Solar secret
En aquest paquet d'expansió, els sims poden arribar a formar part d'una secta d'estudiants allotjats en un solar secret. Només si es dona la condició d'establir contacte amb tres sims no controlables que formen part de la secta, el nostre sim podrà entrar en ella. Es reconeixen per portar una jaqueta fosca, amb un petit dibuix d'una flama, sent la possible insígnia de la secta. Una vegada dins d'aquesta s'aprendrà a piratejar les notes. És molt arriscat, ja que necessita un elevat nivell de lògica, si pot ser, el màxim, perquè malgrat això, en piratejar, la policia pot arribar a la residència del sim, i li posarà una multa de 500$, emportant-se també l'ordinador (per no poder piratejar més). Dins del solar de la secta hi ha nombrosos objectes de recompensa que poden ser utilitzats.